# Jordanita maroccana
Jordanita maroccana là một loài bướm đêm thuộc họ Zygaenidae. Nó được tìm thấy ở dãy núi Atlas trung ở Maroc. Nó được thấy ở độ cao 2.000 meters.
Chiều dài cánh trước là 11,1-12,3 mm đối với con đực và 10,5–12 mm đối với con cái. Con trưởng thành bay từ tháng 4 đến đầu tháng 6.
Ấu trùng có thể ăn các loài Carthamus.